# Е сир Мозел
Е сир Мозел (фр. Ay-sur-Moselle) насеље је и општина у североисточној Француској у региону Лорена, у департману Мозел која припада префектури Мец Кампањ.
По подацима из 2011. године у општини је живело 1519 становника, а густина насељености је износила 323,88 становника/km². Општина се простире на површини од 4,69 km². Налази се на средњој надморској висини од 172 метара (максималној 182 m, а минималној 154 m).

## Демографија
| 1962. | 1968. | 1975. | 1982. | 1990. | 1999. | 2011. |
| ----- | ----- | ----- | ----- | ----- | ----- | ----- |
| 726   | 1.114 | 1.410 | 1.252 | 1.344 | 1.525 | 1.519 |

График промене броја становника у току последњих година